# Yves de Silguy
Pour les articles homonymes, voir Silguy.
Yves de Silguy, né le 22 juillet 1948 à Rennes, est un haut fonctionnaire et homme d'affaires français.

## Biographie

### Origines et formation
Yves Thibault de Silguy est issu d'une famille bretonne. Il forme dans sa jeunesse un groupe informel d'amis, les Pélopides, dont Christian Noyer fait partie.
Il fait ses études à la faculté de droit à Rennes, à l’Institut d’études politiques (IEP) de Paris et à l’École nationale d’administration (ENA)(promotion Guernica).
Il est « choqu[é] » par Mai 68, et participe aux contre-manifestations à Rennes. Il est membre du Club de l'horloge en 1974-1975,,, dans le but de « redonner des idées à la majorité » présidentielle de Valéry Giscard d'Estaing. Il a ensuite « gliss[é] peu à peu vers l'extrême droite », avant de s'en éloigner « à temps ».

### Carrière
Il rentre au Ministère de Affaires étrangères à partir de 1976. Il travaille de 1981 à 1984 à la Commission européenne en qualité de conseiller auprès de François-Xavier Ortoli, vice-président. De 1985 à 1988, il est conseiller économique successivement à l'ambassade de France aux États-Unis puis à Matignon, sous le Premier ministre Jacques Chirac. Il devient ensuite directeur général aux affaires internationales d'Usinor-Sacilor de 1988 à 1993, secrétaire général du comité interministériel pour les questions de coopération économique européenne de 1993 à 1995, et devient membre de la Commission européenne chargé des affaires économiques et financières, représentant de la France sur proposition d'Édouard Balladur en 1995.

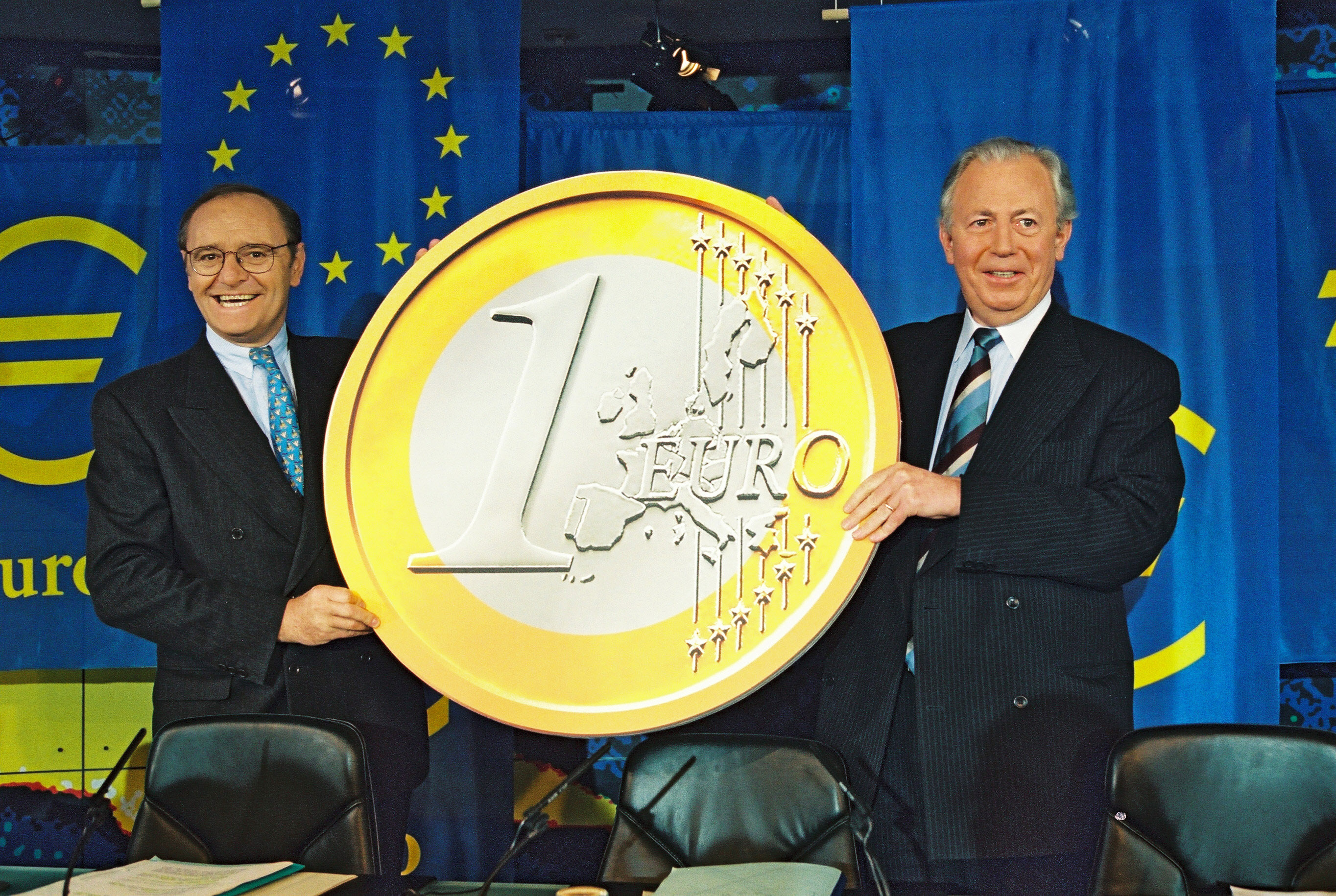
Yves-Thibault de Silguy (à gauche) et Jacques Santer lors du lancement de l'Euro à Bruxelles en 1998.

En 1999, à la suite d'une menace du Parlement européen de censurer la Commission Santer, du fait d'allégations de mauvaise gestion, il en démissionne avec les autres membres. Il poursuit sa carrière dans le groupe Suez en étant directeur général aux affaires internationales. À ce titre, il devient membre des conseils d'administration de M6 et de Vinci. Après le départ d'Antoine Zacharias de la tête de ce dernier groupe et de la crise qui en découle, il devient président de Vinci en juin 2006, jusqu'en 2010 ; il bénéficie à ce titre de 6,5 M€ sur quatre années, auxquels s'ajoute une retraite-chapeau de 380 000 € par an ; il reste administrateur de Vinci jusqu'en juin 2022.
Il est par ailleurs administrateur de LVMH depuis 2009.

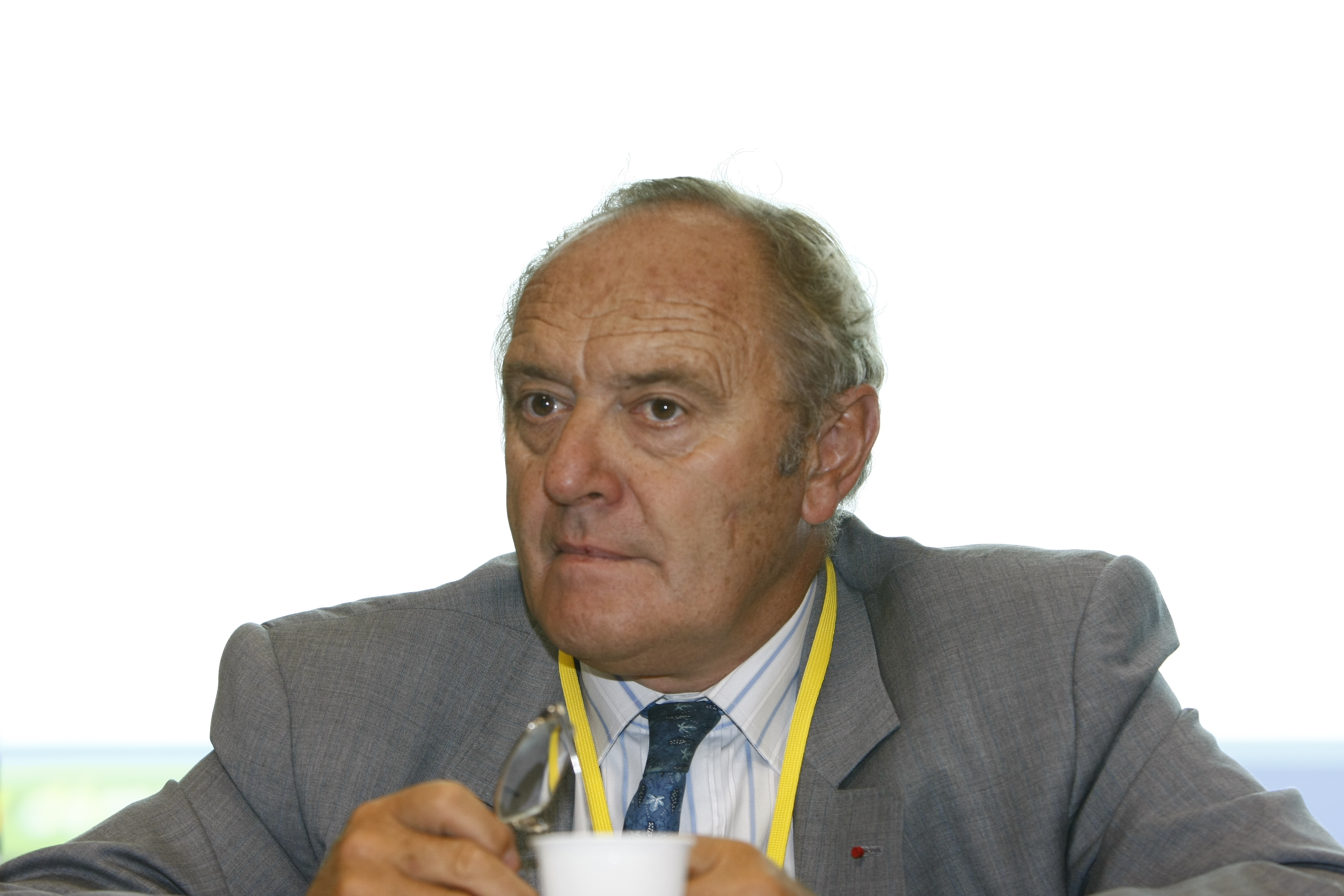
Yves-Thibault de Silguy en 2008

Il est membre du conseil d'administration de deux think tank, celui de l'Institut français des relations internationales, et celui des Amis de l'Europe. Il est aussi président du conseil d'administration d'AgroParisTech et fait partie du comité des consultants de la revue Politique internationale.
Il est membre du Conseil de Surveillance de la filiale à Paris de la Banque russe VTB et Senior Advisor[Quoi ?] de DC Advisory[réf. souhaitée].
Il a par ailleurs été élu « Breton de l'année » par Armor Magazine en 1996[réf. souhaitée].
Il est actuellement[Depuis quand ?] membre du conseil des affaires étrangères auprès du ministère et président du comité France-Qatar au sein du MEDEF International.

## Ouvrages
- Le Syndrome du diplodocus : un nouveau souffle pour l'Europe, Paris, Albin Michel, 1996, 251 p. (ISBN 2-226-08777-X).
- L'Euro, Paris, Librairie générale française, coll. « Références » (no 547), 1998, 447 p. (ISBN 2-253-90547-X).
- L'Économie, fil d'Ariane de l'Europe, Paris, Presses de Sciences Po, coll. « La Bibliothèque du citoyen », 2000, 205 p. (ISBN 2-7246-0818-6).

## Distinctions
Il est Capitaine de Vaisseaux (R) de réserve opérationnelle auprès de la Marine nationale.
Il a notamment reçu : 
- Commandeur de la Légion d'honneur (2010)[11], Officier (2005), Chevalier (1995) [12]
- Officier de l'ordre national du Mérite (2000) [13]
- Commandeur de l'ordre des Arts et des Lettres (2006) [14]
- Commandeur de l'ordre du Mérite agricole
- Médaille des services militaires volontaires, bronze [15]